# Gruffalon
Gruffalon är en brittisk TV-film från 2009 som visades på BBC. Den nominerades till en Oscar i kategorin Bästa animerade kortfilm. 
Den 30 minuter långa filmen är baserad på den bästsäljande barnboken med samma namn, skriven av Julia Donaldson. Julia Donaldson skrev "The Gruffalo", illustrerad av Axel Scheffler, år 1999 och under de följande 10 åren kom den att säljas i över 4 miljoner exemplar.
Bland röstskådespelarna hörs James Corden, Robbie Coltrane, Tom Wilkinson, John Hurt och Rob Brydon med Helena Bonham Carter som berättare. De svenska rösterna görs av: Tuvalisa Rangström, Claes Ljungmark, Johan Wahlström, Daniel Melén, Jonas Bane, Anders Byström och Matilda Smedius.
Filmen fick även en uppföljare 2011, Lill-Gruffalon.

## Handling
Filmen börjar i en skog där ekorrar jagas av rovdjur som kastar sina skuggor på marken. Efter att de lyckats ta sig hem, upp på trädgrenarna, berättar föräldern till de unga ekorrarna en historia om en mus som vågar möta sina rädslor. En mus försöker slå en hasselnöt ur ett träd. Han blir inbjuden av en räv på te, men musen är smart nog att inse vad räven egentligen är ute efter. Musen hittar på en historia om en varelse som kallas "gruffalo" och avslutar med att säga att räv är gruffalons favoritmat, vilket skrämmer bort räven. Musen träffar sedan en uggla och därefter en orm, som båda försöker övertala musen att komma på te, men han berättar drar historien om gruffalon varje gång, med den ändringen att det är de som är gruffalons favoritmat.
Räven, ugglan och ormen råkar träffas och upptäcker att musen berättat för dem alla att de är gruffalons favoritmat. De bestämmer sig för att konfrontera musen. Under tiden har dock musen träffat en riktig gruffalo, och för att inte bli uppäten har han sagt till den att alla andra djur faktiskt är rädda för musen. Då han går genom skogen med gruffalon, möter han de andra djuren som viker undan för dem, och gruffalon blir mer och mer imponerad över hur skräckinjagande musen tycks vara. När gruffalon till slut bestämmer sig för att ändå äta upp musen, så säger musen att hans favoritmat är "gruffalosmulpaj". Gruffalon flyr, skräckslagen. Musen hittar en hasselnöt och den historien slutar. Ekorrarna och deras mor ger sig ut för att söka efter nötter och det börjar snöa.

## Rollista
- Helena Bonham Carter som berättaren
- James Corden som musen
- Robbie Coltrane som gruffalon
- Tom Wilkinson som räven
- John Hurt som ugglan
- Rob Brydon som ormen

## Mottagande
Den visades första gången på juldagen 2009 och sågs av 8,8 miljoner personer.
The Gruffalo nominerades till BAFTA-priset i kategorin för animerad kortfilm 2010. Den nominerades även till en Oscar i kategorin Bästa kortfilm.